# Ubangui-Chari
Ubangui-Chari (en francés: Oubangui-Chari) fue una colonia francesa del África central y perteneciente a su vez a una entidad colonial mayor, el Congo francés. Recibió su nombre de los ríos Ubangi y Chari a lo largo de los cuales fue colonizado. Se estableció el 29 de diciembre de 1903, a partir de los territorios del Alto Ubangui (en francés: Haut-Oubangui) y el Alto Chari (en francés: Haut-Chari) del Congo francés; fue rebautizada como República Centroafricana el 1 de diciembre de 1958; y recibió la independencia el 13 de agosto de 1960.

## La creación de Ubangui-Chari
El 29 de diciembre de 1903 Francia crea un nuevo territorio administrativo en su colonia del Congo francés. Se reúnen en una sola entidad el territorio del Alto Ubangui junto con la región del Alto Chari. Poco tiempo después el Territorio Militar del Chad será unido a Ubangui-Chari que pasará a denominarse Ubangui-Chari-Chad. En 1906 un decreto establece la capital del territorio en Fort-de-Possel (actual Possel) pero tal designación durará poco y antes de finalizar el año la capitalidad será transferida definitivamente a Bangui.

## África Ecuatorial Francesa
En enero de 1910, el África Ecuatorial Francesa sucede en nombre al Congo francés. Esta colonia federal incluía los territorios de: Gabón, Congo-Medio, y Ubangui-Chari-Chad. El territorio de Ubangui-Chari-Chad fue finalmente dividido en dos en 1920: Ubangui-Chari, por una parte y Chad por otra. La federación se gobernaba desde Brazzaville, capital a su vez del territorio del Congo por el Gobernador General del África Ecuatorial Francesa. En cada territorio el poder era delegado en un Teniente-Gobernador.

## El Conflicto de Agadir
En 1911, Alemania y Francia pugnan por implantar su influencia colonial en Marruecos. Alemania, en un acto de fuerza envía una cañonera ante Agadir y la tensión entre ambos países se dispara. Tras arduas negociaciones entre ambas potencias se llega a un acuerdo por el cual Francia cede amplios territorios de su África Ecuatorial a Alemania, mientras que esta entrega una pequeña zona a Francia en la región fronteriza con el lago Chad y además cesa en cualquier pretensión sobre Marruecos.
Como consecuencia de estos intercambios Ubangui-Chari vio amputados la parte más occidental de su territorio que pasó a dominio alemán. Alemania reunió los territorios adquiridos en el África Ecuatorial francesa en una entidad administrativa llamada Neu Kamerun que administraba políticamente desde su colonia del Camerún territorio con el que lindaba. Sin embargo, la cesión fue breve y la región volvió a manos de Francia tan pronto estalló la Primera Guerra Mundial, en 1914.

## La Segunda Guerra Mundial
Durante la Segunda Guerra Mundial Ubangui-Chari, al igual que los demás territorios del África Ecuatorial francesa desempeñaron un importante papel en la consolidación de un apoyo real a la Francia Libre (opuesta a la Francia de Vichy). En agosto de 1940, y tras el territorio del Chad, Ubangui-Chari mostró su adhesión a la Francia Libre.
El final de la Segunda Guerra Mundial marcará un punto de inflexión en el destino colonial del territorio de Ubangui-Chari, al igual que del resto de territorios coloniales africanos franceses. En 1946 se proclama la IV República en Francia que instaura la Unión Francesa. Francia, en agradecimiento al apoyo de la mayoría de sus colonias al éxito de la Francia Libre contra el régimen de Vichy decide dotar de cierta autonomía administrativa a sus colonias elevándolas a la categoría de Territorios de Ultramar franceses, con asambleas legislativas (aunque con poderes muy limitados) llamadas Consejos Territoriales. Nace así el Territorio de Ultramar de Ubangui-Chari. Los nuevos Territorios de Ultramar fueron llamados a formar parte de las instituciones de la Unión Francesa. 

## La evolución política y el sistema de seudosegregación racial
En 1945, para la elección de la primera y segunda Asamblea Constituyente, cuyos trabajos concluirían en la aprobación de la Constitución de 1946 se estableció en el África Ecuatorial Francesa y, por tanto, en Ubangui-Chari un sistema llamado de 'doble colegio electoral'. La finalidad del sistema consistía en asegurar la representación europea en las instituciones territoriales, federales (en el conjunto del África Ecuatorial Francesa), y supraterritoriales (a nivel de las instituciones de la Unión Francesa), ya que de otro modo, y debido a la escasa población europea, esta no hubiese contado, prácticamente, con representación alguna.
Al igual que en los otros territorios, en Ubangi-Chari el primer colegio era el de los europeos, técnicamente llamado 'colegio de estatuto civil', y el segundo colegio, el de los autóctonos, oficialmente conocido como 'colegio de estatuto personal'. Este sistema de segregación racial política se prolongaría, en la práctica, hasta 1956.
Tras la entrada en vigor de la Constitución de 1946 se procede, en primer lugar, a la elección de la Asamblea Nacional, que se trata de una elección por sistema de sufragio universal. Por el segundo colegio electoral, Ubangui-Chari debía enviar un representante, y por el primer colegio, por motivos poblacionales estaba ligado al del Territorio del Chad, y ambos enviaban también un representante.

## Independencia
Barthélémy Boganda intentó llevar a cabo la creación de unos Estados Unidos de África Latina, un gran Estado que abarcaría inicialmente a los territorios que formaban hasta entonces el África Ecuatorial Francesa, y al que posteriormente podrían adherirse otros Estados, tales como el Congo (ex belga), y los países lusófonos. El nombre del nuevo Estado "República Centroafricana" le fue propuesto a Boganda por Pierre Kalck. Sin embargo, el proyecto de Boganda no contó con el apoyo necesario, y el 1 de diciembre de 1958 se proclamó la República Centroafricana circunscrito exclusivamente al Territorio de Ultramar de Ubangui-Chari.

## Gobernantes de Ubangui-Chari
| Nombre                                       | Inicio                                       | Término                                      | Información                                  |
| Tenientes Gobernadores de Ubangui-Chari-Chad | Tenientes Gobernadores de Ubangui-Chari-Chad | Tenientes Gobernadores de Ubangui-Chari-Chad | Tenientes Gobernadores de Ubangui-Chari-Chad |
| -------------------------------------------- | -------------------------------------------- | -------------------------------------------- | -------------------------------------------- |
| Emile Merwart                                | 4 de abril de 1906                           | 28 de febrero de 1909                        | Gobernador colonial de 3.ª clase             |
| Lucien Fourneau                              | 28 de febrero de 1909                        | 5 de agosto de 1910                          | Administrador Jefe (interino)                |
| Paul Adam                                    | 5 de agosto de 1910                          | 10 de junio de 1911                          | Administrador Jefe (interino)                |
| Frederic Estebe                              | 10 de junio de 1911                          | 12 de octubre de 1916                        | Gobernador colonial de 3.ª clase             |
| Victor Merlet                                | 12 octubre de 1916                           | 17 de julio de 1917                          | Gobernador colonial de 3.ª clase (interino)  |
| Auguste Lamblin                              | 17 de julio de 1917                          | 16 de mayo de 1919                           | Gobernador colonial de 3.ª clase             |
| Tenientes Gobernadores de Ubangui-Chari      |                                              |                                              |                                              |
| Alphonse Diret                               | 31 de agosto de 1920                         | diciembre de 1921                            | Administrador Jefe (interino)                |
| Auguste Lamblin                              | diciembre de 1921                            | 7 de agosto de 1923                          | Gobernador colonial de 2.ª clase             |